# Nothobranchius ugandensis
Nothobranchius ugandensis é uma espécie de peixe da família Aplocheilidae.
Pode ser encontrada nos seguintes países: Quénia e Uganda.
Os seus habitats naturais são: marismas intermitentes de água doce.